# Artek (campo)
Artek (in russo Арте́к?) è una colonia estiva situato sul Mar Nero nella città di Gurzuf, nella penisola della Crimea, nei pressi del monte Aju-Dag. 
Fu fondato il 16 giugno del 1925.
Il campo all'inizio ospitava solo 80 bambini, ma in poco tempo crebbe . Nel 1969 aveva una superficie di 3.2 km² e consisteva in 150 edifici tra cui: tre strutture mediche, una scuola, il cinema Artekfilm, tre piscine, uno stadio con una capienza di 7.000 posti e parchi giochi per varie attività. 
Diversamente dalla maggior parte degli altri campi per pionieri, Artek era un campo attivo tutto l'anno grazie al clima caldo.
Artek era considerato un privilegio per i bambini sovietici ma anche per coloro che provenivano da altri paesi comunisti durante l'epoca sovietica.
Nel suo periodo d'oro, 27.000 bambini passavano le vacanze ad Artek. Tra il 1925 e il 1969 il campo ospitò 300.000 bambini e anche altri 13.000 provenienti da 70 paesi stranieri. 
Dopo il 1991, con la fine dell'Unione Sovietica, il suo prestigio diminuì pur rimanendo una popolare destinazione di vacanza.

## Storia

### Era sovietica

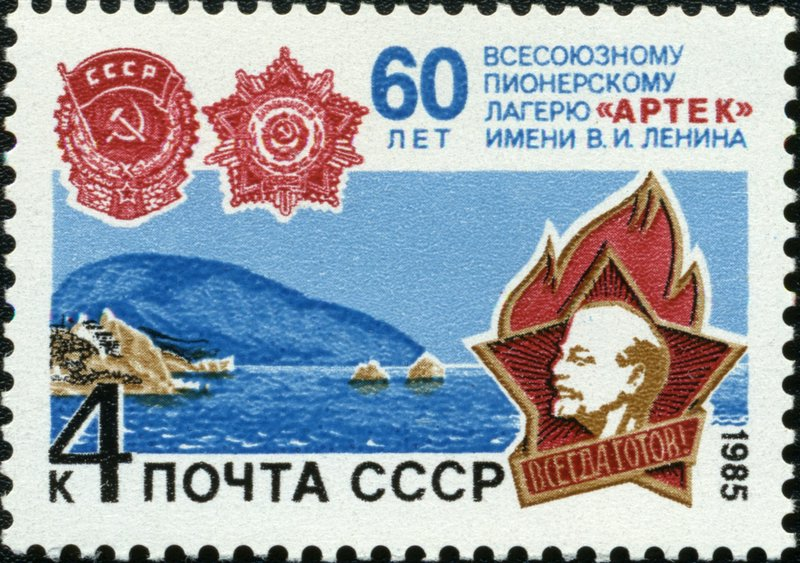
1985 USSR francobollo del 60º anniversario di Artek

Artek era composta da dieci campi più piccoli. Ognuno di loro aveva un proprio nome: Morskoj, Lazurnyj, Kiparisnyj, ecc. Quattro di questi campi (Rečnoj , Ozërnyj, Lesnoj e Polevoj) formavano il notevole complesso Pribrežnyj di Artek costruito tra il 1960 e il 1964. Al gruppo di architetti, guidati da Anatolij Poljanskij, che ha progettato Pribrežnyj fu assegnato il premio da parte dell'URSS per la costruzione, nel 1967.

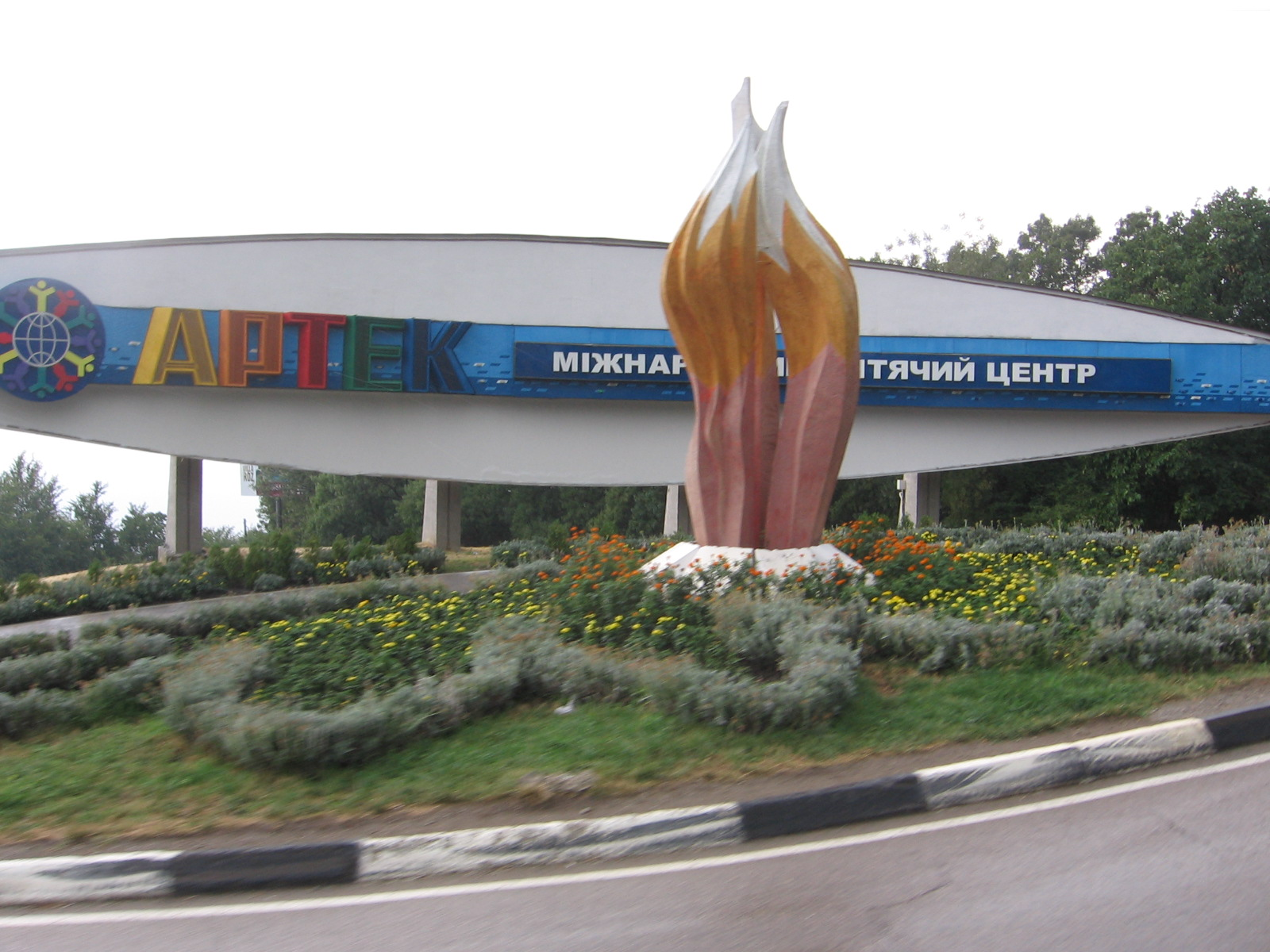
La strada verso Artek.

### Anni 2000
Il centro entrò a far parte delle attività dello Stato dell'Ucraina. Il 60% degli ospiti soggiornavano a spese dello Stato e la loro permanenza era sovvenzionata o gratuita. I beneficiari erano i bambini di famiglie dal basso reddito o famiglie numerose, pure bambini orfani e disabili. Nel 2004 fu riconosciuto ufficialmente dall'UNESCO come sito per la realizzazione di progetti internazionali, ma in particolare durante il Decennio dell'Educazione delle Nazioni Unite (2005-2014). Il 2005 fu l'anno del 80º anniversario di Artek e il campo ospitò circa 13.000 bambini in campi educativi, sotto la supervisione di 2.000 volontari capisquadra, gestiti da un personale pedagogico permanente formato di oltre 200 persone, sotto la direzione del direttore generale Olga Guzar (Ольга Владимировна Гузар).

### 2014: dispute tra Russia e Ucraina
All'inizio del 2014, durante la disputa tra Ucraina e Russia sullo status politico della Crimea, il personale del campo venne ufficialmente trasferito dalla Crimea a Bukovel nei Carpazi. Il nuovo centro venne chiamato Centro Internazionale dei Bambini "Artek-Carpazi" e consisteva in tre campi "Lago", "Foresta" "Montagna". 
Nel frattempo, il sito originale in Crimea rimase aperto. Il governo russo intendeva investire 21 miliardi di rubli nella ricostruzione e nel suo sviluppo.

## Visitatori illustri
Tra gli ospiti d'onore di Artek possiamo ricordare:
| - Ahmed Ben Bella (1964) - Frank Borman (1969) - Leonid Il'ič Brežnev (1979) - Fidel Castro (1961) - Konstantin Ustinovič Černenko (1979) - Jurij Gagarin (ogni anno dal 1961 al 1967) - Einar Gerhardsen (16 giugno 1965) - André Gide (estate 1936) - Michail Gorbačëv (1985) - Nazım Hikmet (1952) - Modibo Keïta (1965) - Urho Kekkonen (11 ottobre 1962) - Rockwell Kent (17 ottobre 1961) - Nikita Chruščëv (1956, 1958, 1964) - Sergej Korolëv (18 giugno 1965) - Samuil Maršak (1960, 1961) | - Jawaharlal Nehru (12 giugno 1955) - Kwame Nkrumah (1961) - Aleksandr Pokryškin (1948, 1955) - Sarvepalli Radhakrishnan (1964) - Paul Robeson (1958) - Gianni Rodari (19–20 dicembre 1963) - Otto Schmidt (luglio 1933) - Hailé Selassié (luglio 1959) - Lidija Skoblikova (1977) - Samantha Smith (luglio 1983) - Benjamin Spock (1977) - Willi Stoph (1958) - Michail Tal' (1977) - Valentina Tereškova (25 agosto 1965) - Yumjaagiin Tsedenbal (1959, 1962) - Peter Willcox (estate 1967) - Lev Jašin (1974) |